# Ziza Massika
Ziza Massika, de son vrai nom Sakina Ziza, née le 28 janvier 1934 à Merouana (dans la région de Batna) et morte le 29 août 1959 près de Collo, est une personnalité algérienne qui s'est distinguée durant la guerre d'Algérie.

## Biographie
Après des études primaires à Batna, Sakina Ziza vient à Sétif poursuivre ses études secondaires, de la classe de 4e moderne à la seconde au collège de jeunes filles (devenu le lycée Malika Gaïd). Elle les termine à Batna, obtenant le baccalauréat en 1953. Elle part ensuite en France où, jusqu’en 1955, elle fait des études supérieures à l’université de Montpellier (en compagnie de son frère Ayache Ziza), puis revient enseigner à l'école maternelle de Merouana.
En 1956, avec deux consœurs, Mériem Bouatoura et Leïla Bouchaoui, elle rejoint Sétif peu avant la grève des étudiants nationalistes et rallie l'Armée de libération nationale en tant qu’infirmière (avec le grade de caporal puis de sergent) ; elle est affectée dans la région de Collo, à Oued Atia (douar Oulad Djemaa) et se trouve sous les ordres de Ammar Baaziz dans la 3e région de la Wilaya II. Elle collabore activement avec Azzouz Hamrouchi et Abdelkader Bouchrit, à l’époque responsables de la santé des 1re et 2e régions, respectivement sous les ordres de Lamine Khene de 1956 à 1958 et du Dr Mohamed Toumi entre 1958 et 1962.
Au cours d'un bombardement, elle est tuée non loin de Collo, près de l'hôpital dont elle était responsable,, par une roquette tirée d'un avion de lutte anti guérilla T-6.
À l’indépendance, le corps de Massika a été transféré auprès de celui de son père, Ali Ziza, à Belezma.

## Hommages
En hommage à sa mémoire on a construit l’école primaire Ziza Massika et un établissement hospitalier à Merouana,. Son nom a été donné à une promotion de médecins et de techniciens paramédicaux de l'hôpital militaire d'Aïn Naadja, à un domaine autogéré dans la daïra d'Aïn Djasser et à une cité dans la ville d'Aïn Djasser. Une école primaire porte le nom de Ziza Massika à Merouana.